# Lương Mỹ Kỳ
Lương Mỹ Kỳ (tên thật là Lương Trung Kiên sinh ngày 23 tháng 11 năm 1999 tại Tiền Giang) là một á hậu, người mẫu và diễn viên người Việt Nam, từng đạt danh hiệu Á hậu 1 Hoa hậu Chuyển giới Việt Nam 2020. Năm 2023, cô đại diện Việt Nam tại cuộc thi Miss Fabulous International 2023 và đạt được danh hiệu Á hậu 2.

## Tiểu sử
Ngay từ nhỏ, Mỹ Kỳ đã nhận ra sự khác biệt về giới tính của bản thân. Cuối năm 2019, cô mới bắt đầu về việc chuyển giới.
Ngoài ra, Lương Mỹ Kỳ còn sáng lập nên hai dự án để đem đến Hoa hậu Chuyển giới Việt Nam 2020 đó là: Câu chuyện của tôi và Cửa hàng cầu vồng. Câu chuyện của tôi dùng chính câu chuyện của mình để kết nối với những câu chuyện của các bạn trong cộng đồng LGBT. Cửa hàng cầu vồng là dự án thứ hai mà sẽ quyên góp các vật dụng, mỹ phẩm, quần áo để san sẻ cùng các bạn gặp phải nhiều khó khăn.

## Các cuộc thi sắc đẹp

### Hoa hậu Chuyển giới Việt Nam 2020
Lương Mỹ Kỳ biết đến cuộc thi Hoa hậu Chuyển giới Việt Nam 2020 và quyết tâm vào cuộc thi, sau những nỗ lực mà cô cố gắng, cô đã đạt danh hiệu Á Hậu 1 và được trao quyền đại diện Việt Nam tại Miss International Queen 2023 .

### Hoa hậu Chuyển giới Quốc tế 2023
Với tư cách là Á hậu 1 Hoa hậu Chuyển giới Việt Nam 2020, cô sẽ đại diện Việt Nam tham dự cuộc thi Hoa hậu Chuyển giới Quốc tế 2023 được tổ chức tại Thái Lan vào tháng 3 năm 2023.Tuy nhiên, cô đã nhường lại vé dự thi quốc tế cho Nguyễn Hà Dịu Thảo, tân Hoa hậu Chuyển giới Việt Nam 2023.

### Miss Fabulous International 2023
Cô thông báo sẽ là đại diện của Việt Nam tại Miss Fabulous International 2023. Tại đêm chung kết của cuộc thi, cô đã giành được danh hiệu Á hậu 2 chung cuộc của cuộc thi.

## Thành tích
- Á hậu 1 Hoa hậu Chuyển giới Việt Nam 2020
- Á hậu 2 Miss Fabulous International 2023

## Chương trình truyền hình
| Năm  | Tựa                               | Vai trò   |
| ---- | --------------------------------- | --------- |
| 2018 | Thách thức Danh hài 2018          | Thí sinh  |
| 2020 | Vietnam Runaway Fashion Week 2020 | Model     |
| 2021 | Đại sứ Du lịch Cửu Long 2021      | Giám khảo |